# 홍두깨 (영화)
"홍두깨"(Hong Du-Kae)는 한국에서 제작된 김준식 감독의 1990년 영화이다. 김진태 등이 주연으로 출연하였고 강대진 등이 제작에 참여하였다.

## 출연

### 주연
- 김진태
- 이미지

### 조연
- 방희
- 정혜선
- 정진
- 임영규

## 기타
- 제작지휘: 신창휴
- 조명: 손달호